# Florence Foster Jenkins
Narcissa Florence Foster Jenkins, född Foster 19 juli 1868 i Wilkes-Barre i Pennsylvania, död 26 november 1944 i New York i New York, var en amerikansk sångerska som blivit känd för sin totala avsaknad av musikalitet och sångförmåga. Tack vare ärvda medel kunde Florence Foster Jenkins bekosta sin sångkarriär och grammofoninspelningar. Hon var övertygad om sin storhet som sångerska och gav ett antal konserter, som bevisligen roade publiken. Hennes sista konsert framfördes på New Yorks ledande scen -– Carnegie Hall – drygt en månad före hennes död.
Hennes sångkonst är återutgiven på tre överföringar från 78-varvare till CD-skivor: The Muse Surmounted: Florence Foster Jenkins and Eleven of Her Rivals (Homophone Records), The Glory (????) of the Human Voice (RCA Victor) och Murder on the High C's (Naxos). Hon brukade ackompanjeras av pianisten Cosmé McMoon.

## Biografi

### Unga år
Jenkins föddes i Pennsylvania och var dotter till advokaten och bankiren Charles Dorrance Foster och Mary Jane Hoagland. Jenkins fick som barn musiklektioner och uttryckte en önskan om att åka utomlands för att studera musik. Hennes välbeställde far vägrade att betala detta, så hon rymde till Philadelphia med Frank Thornton Jenkins, som var läkare. De gifte sig men skildes 1902. Enligt den biografiska filmen Florence Foster Jenkins från 2016 blev hon under äktenskapet smittad med syfilis, vilket tärde på hennes hälsa och bidrog till hennes barnlöshet.
Hon tjänade sitt uppehälle som lärare och pianist. Vid sin fars död 1909 ärvde Jenkins en förmögenhet vilket tillät henne att ta upp den sångarkarriär som hade avstyrkts av hennes föräldrar och hennes tidigare man. Hon engagerade sig i det musikaliska livet i Philadelphia och senare även staden New York, där hon grundade och understödde Verdi Club, tog sånglektioner och började ge konserter, första gången 1912. Hennes mors död 1930 gav henne ytterligare frihet och medel för att fortsätta sjunga.

### Karriär
Av inspelningarna att döma är det uppenbart att Jenkins hade liten förståelse för musikaliska toner och rytmer och nätt och jämnt var kapabel att hålla ut på tonerna. Man kan höra hur hennes ackompanjatör gör justeringar för att kompensera för hennes variationer i tempo och hennes misstag i rytmen. Hennes tvivelaktiga diktion, speciellt i sånger på främmande språk, är också anmärkningsvärd. Trots detta blev hon oerhört populär med sitt okonventionella sätt. Hennes publik älskade henne uppenbart för den roande underhållning hon skapade snarare än för hennes musikaliska förmåga. Recensenterna beskrev ofta hennes framföranden på ett tvetydigt sätt, vilket kan ha lockat publikens nyfikenhet.
Trots sin fullständiga brist på förmåga var Jenkins fast övertygad om sin storhet. Hon framhöll sig själv i förhållande till erkända sopraner som Frieda Hempel och Luisa Tetrazzini. Hon avfärdade skratten som kunde höras från publiken under hennes föreställningar som komna från hennes rivaler som var uppfyllda av ”yrkesmässig avundsjuka”. Hon var medveten om sina kritiker, men sade att ”Man kanske kan säga att jag inte kan sjunga, men ingen kan någonsin säga att jag inte sjöng."
Musikrepertoaren som Jenkins framförde i sina solokonserter var en blandning av standardopera av Wolfgang Amadeus Mozart, Giuseppe Verdi och Johann Strauss d.y. (som alla låg långt över hennes tekniska förmåga), Lieder (inklusive verk av Johannes Brahms och Joaquín "Quinito" Valverdes Clavelitos, ännu en favorit), och sånger komponerade av henne själv och hennes ackompanjatör, Cosmé McMoon, som sågs göra grimaser mot Jenkins bakom hennes rygg för att få skratt.
Jenkins bar ofta påkostade kostymer som hon designade själv, ibland uppträdande i vingar och glitter, och efter Clavelitos kastade hon blommor ut i publiken, smickrade en åhörare och stoppade fler blommor i håret. Efter varje föreställning plockade Cosmé McMoon ihop dessa blommor från auditoriet för att ha dem i beredskap inför nästa föreställning.
Efter att ha varit med om en bilkrock i taxi 1943 upptäckte hon att hon kunde sjunga "ett högre F än någonsin tidigare", varför hon skickade en ask exklusiva cigarrer till föraren.
Trots publikens krav på fler uppträdanden begränsade Jenkins sina sällsynta framträdanden till ett fåtal favoritföreställningar och till en årlig solokonsert på festsalen i Ritz-Carlton i New York. Närvaron vid hennes konserter var alltid begränsad till hennes lojala vänner i kvinnoklubben och ett fåtal andra – hon skötte själv distributionen av de eftersökta biljetterna. Vid 76 års ålder gav Jenkins slutligen upp inför publiktrycket och uppträdde i Carnegie Hall den 25 oktober 1944. Så efterlängtad var föreställningen att biljetterna såldes ut veckor i förväg. Jenkins avled en månad senare. Hon hade då levt ihop i 36 år med sin manager St. Clair Bayfield, en brittisk skådespelare.

## Jenkins i andra medier
År 2009 sattes Obesvarad kärlek upp på Wallmans Intiman i Stockholm. Teaterpjäsen var i regi av Adde Malmberg och översatt från originalet av Stephen Temperley. I rollen som Jenkins sågs – och hördes – Babben Larsson, medan rollen som hennes ackompanjatör innehades av Loa Falkman. Samma uppsättning gjordes 2010 med Tomas von Brömssen och Eva Rydberg i rollerna.
År 2016 hade en biografisk film, Florence Foster Jenkins, premiär. Filmen regisserades av Stephen Frears med Meryl Streep i titelrollen.